# Parawixia honesta
Parawixia honesta là một loài nhện trong họ Araneidae.
Loài này thuộc chi Parawixia. Parawixia honesta được Octavius Pickard-Cambridge miêu tả năm 1899.